# Fanny Smets
Fanny Smets (ur. 21 kwietnia 1986) – belgijska lekkoatletka specjalizująca się w skoku o tyczce.

## Osiągnięcia
- brązowy medal uniwersjady (Kazań 2013)
- srebro igrzysk frankofońskich (Nicea 2013)
- reprezentowanie kraju w mistrzostwach świata i Europy, Pucharze Europy oraz na drużynowych mistrzostwach Europy
- wielokrotna mistrzyni i rekordzistka[1][2] Belgii

## Rekordy życiowe
- skok o tyczce (stadion) – 4,51 (2019) rekord Belgii
- skok o tyczce (hala) – 4,53 (2021) rekord Belgii